# 사진박물관 (베를린)
사진박물관(Museum für Fotografie)은 독일 베를린에 위치한 박물관이다.